# TOMAS
TOMAS is een Surface Tunneling Technology, ofwel een techniek om een tunnel vlak onder het maaiveld aan te leggen. Het is een nieuw type tunnel, het concept is in 1996 gepresenteerd, maar nog nooit in de praktijk gebruikt. De techniek is speciaal ontwikkeld voor het Nederlandse landschap: vlak, dichtbevolkt en gekenmerkt door een hoge grondwaterspiegel.

## Het concept
De TOMAS graaft een sleuf in het maaiveld, wat inhoudt dat het een open geul is. Dit gebeurt met een nieuw type tunnelboormachine (TBM) die hier speciaal voor ontwikkeld is. De machine graaft de sleuf en legt de tunnel ook direct zelf aan. Hierdoor is er een minimaal ruimtebeslag nodig, wat vooral te merken is aan de strook naast de sleuf. Verder hoeft het grondwaterpeil niet verlaagd te worden en een ander voordeel is dat de geul die gegraven moet worden slechts de diepte van de tunnel heeft. Dit alles zorgt voor een snelle aanleg van de tunnel.

## De werkwijze
De eerste stap bij het aanleggen is het graven van een ongeveer 1 meter diepe geul over het traject die iets breder is dan de toekomstige tunnel. Aan beide zijde van de geul worden twee rijen met funderingspalen geslagen. De ene rij staat een beetje schuin naar binnen gericht, de andere naar buiten. De driehoek die zo ontstaat kan tevens horizontale krachten op nemen. Op de twee rijen van palen worden aan iedere zijde betonnen liggers aangebracht. Deze liggers lopen aan de randen van de toekomstige tunnel op ongeveer een meter onder het maaiveld. Zij worden later de bovenranden van de tunnelbuis. Deze fundatiestroken zijn niet alleen voor de fundatie van de tunnel maar dienen ook als railbaan voor de TBM.
Na het aanleggen van de startschacht tussen de fundatiestroken kan de TBM opgebouwd worden en klaar worden gemaakt voor gebruik. De machine rijdt naar voren over de betonnen funderingsrails tot het eind van de startschacht.
Het echte graafwerk kan dan gaan beginnen. Voor op de TBM bevindt zich een beweegbare arm met een boorkop die sterk lijkt op een arm van een Snijkopzuiger (cutter-suction-dredger). De kop graaft het tunnelprofiel van het maaiveld naar beneden uit de grond. 
Achter de arm met boorkop is een waterdicht schild. De grond wordt door dit schild afgevoerd, waardoor dus een sleuf ontstaat. Achter het waterdichte schild is een werkplek met een groot rad dat dwars op de sleuf staat waar de tunnelelementen geplaatst worden. 
De losse elementen worden op het rad geplaatst en vacuüm er op vast gezogen. Zo wordt een halve cirkel op gebouwd die vervolgens geplaatst kan worden. Tussen de elementen zitten rubberen ringen om een waterdichte aansluiting mogelijk te maken. Het rad draait vervolgens 180 graden zodat de tunnelelementen nu aan de onderkant van het rad hangen. De halve cirkel van tunnelelementen ligt nu op de juiste plaats en wordt met voorspankabels onder de funderingsbalken opgehangen. In de lengterichting worden de elementen met spanbouten aan elkaar vast gezet.
Na het plaatsen van een stuk tunnel rijdt de TBM weer naar voren. Het proces van de grond weg te graven en het plaatsten van een have cirkel herhaalt zich dan. Tijdens het graven zet de TBM zich af op de funderingsbalken die aan de zijkant liggen, dit in tegenstelling tot de conventionele TBM die zich op de tunnel afzet.
Als alle elementen geplaatst zijn kan de afbouw beginnen. De halve cirkel wordt gedeeltelijk gevuld met zand om een vlak stuk te krijgen voor het aanleggen van een spoorbaan, autoweg of andere infrastructuur. In de zandlaag komt ook een drainagesysteem om de tunnel droog te houden.
De sleuf kan nu afgedekt worden met betonnen platen. Hierbovenop kan een laag met grond komen. Er kan ook worden gekozen voor verdiepte aanleg waarbij de sleuf niet wordt afgedekt.